# Наби Даули
Набиулла Хасанович Давлетшин (тат. Нәбиулла Хәсән улы Дәүләтшин; 1 июня 1910, Новое Камкино — 18 мая 1989, Казань), известный под псевдонимом Наби Даули или Наби Давли (тат. Нәби Дәүли) — писатель, поэт, участник Великой Отечественной войны, узник немецких концентрационных лагерей Бухенвальд и Дора-Миттельбау. Наиболее известна его автобиографическая повесть «Между жизнью и смертью».

## Биография
Набиулла Давлетшин родился 1 июня 1910 года в бедной крестьянской семье в деревне Новое Камкино Спасского уезда Казанской губернии.
Лишившись с малых лет родителей, воспитывался в Царицынской детской колонии, где окончил школу-семилетку, школу фабрично-заводского обучения. После этого работал на одном из металлургических заводов Донбасса.
Учился на вечернем отделении Казанского педагогического института.
Первые публикации под псевдонимом Наби Даули появились в 1928 году в газете «Пролетар» (с тат. — «Пролетарий»), издававшейся на татарском языке. Позже он работал литературным сотрудником в редакции этой газеты.
В 1933 году был призван в ряды Красной Армии — служил на Дальнем Востоке до 1935 года.
В 1935 года приехал в Казань, работал заведующим отделом культуры и искусства в редакции в газете «Яшь Сталинчы» (с тат. — «Молодой Сталинец»). В те годы молодой поэт один за другим издал четыре сборника стихотворений: «Думы», «Сорок стихов», «Алый цветок», «Счастье».
В 1939 года стал членом Союза писателей СССР.
24 июня 1941 года добровольцем ушёл на фронт, служил разведчиком в составе 58-й стрелковой дивизии. В августе 1941 году попал в боях под Оршей в плен к немцам в местечке Березино, что в Белоруссии. Через 20 дней предпринял неудачную попытку побега, после которой был направлен в город Борисов. В 1942 году его перенаправили в Вильнюс, оттуда — во Франкфурт-на-Майне, лагерь № 9Б (en:Stalag IX-B), оттуда за отклонение от работы переведён в Дармштадтскую тюрьму, затем на работы по разработке леса и по вывозу камня на реке Майн.

В окружении я попал в плен. Тяжело сейчас вспоминать и писать про это, но и не рассказать обо всем я не могу, — иначе я не сумею ни жить спокойно, ни спокойно умереть.— Наби Даули. «Между жизнью и смертью»
10 апреля 1945 года ему с товарищами Маковецким и Жаданом удалось бежать из плена из Магдебургской тюрьмы и дождаться прихода Красной Армии.
С конца апреля и по 20 июня 1945 года служил рядовым красноармейцем 102-го мотострелкового полка.
В ноябре 1945 году возвратился в Казань, работал художником-оформителем.
Широкую известность автору принёс изданный в 1957 году роман «Между жизнью и смертью», в основу сюжета которого Наби Даули положил жизнь советских военнопленных в немецких лагерях и в первую очередь автобиографический образ главного героя. Затем писатель издал роман «Разрушенный бастион».
Наби Даули известен также как автор поэтических сборников «Встречи в пути», «Я остаюсь на земле», как детский писатель и как драматург. Пьесы для детей «Полёт на Луну», «Песня о счастье» неоднократно ставились в Казанском кукольном театре.
Умер 18 мая 1989 года в Казани. Похоронен на Татарском кладбище в Казани.

## Награды
- В 1977 году был подписан Указ о награждении Наби Даули медалью «Участник антифашистского движения в лагере смерти Бухенвальд-Дора»[6]. Но об этой награде писатель не узнал: медаль была передана родственникам только в 1990 году, через полгода после смерти Н. Даули.
- Орден «Знак Почёта»

## Известные адреса
- Казань, улица Бутлерова, дом 52, кв. 2.[7]
- Казань, улица Каюма Насыри, дом 5, кв. 5.[8]
- Казань, Тукаевская улица, дом, 79, кв. 7.[9]

## Память
В 2012 году в честь Наби Даули была названа улица в Казани.